# Watanga Football Club
El Watanga Football Club es un equipo de fútbol de Liberia que juega en la Premier League de Liberia, la primera categoría nacional.

## Historia
Fue fundado el 24 de diciembre de 1997 en la capital Monrovia y su nombre es por el campamento militar Watanga, establecido a las afueras de la capital por los rebeldes al finalizar la primera guerra civil liberiana en 1996.
En 2012 llega a la final de la Copa de Liberia pero la pierde ante el BYC II por 0-1. Diez años después es campeón nacional por primera vez, así como la clasificación a la Liga de Campeones de la CAF 2022-23, su primera participación internacional, en la cual fue eliminado por el Rivers United de Nigeria.

## Palmarés
- Premier League de Liberia: 2

2021/22, 2023/24

## Participación en competiciones de la CAF
| Temporada | Torneo                       | Ronda | Club          | Casa | Visita | Global |
| --------- | ---------------------------- | ----- | ------------- | ---- | ------ | ------ |
| 2022/23   | Liga de Campeones de la CAF  | 1     | Rivers United | 1-0  | 0-3    | 1-3    |
| 2023/24   | Copa Confederación de la CAF | 1     | Stade Malien  | 1-3  | 1-4    | 2-7    |
| 2024/25   | Liga de Campeones de la CAF  | 1     | MC Alger      | 0-2  | 0-2    | 0-4    |